# Convention sur certaines armes classiques
Pour les articles homonymes, voir CCAC.
- États ayant signé et ratifié
- États non-signataires ayant accédé ou succédé
- États ayant acceptés la Convention
- États signataires n'ayant pas ratifié

Traité sur la Lune (1979) Traité de Rarotonga (1985)
La Convention sur certaines armes classiques (CCAC), aussi dite Convention sur les armes inhumaines, officiellement Convention sur l'interdiction ou la limitation de l'emploi de certaines armes classiques qui peuvent être considérées comme produisant des effets traumatiques excessifs ou comme frappant sans discrimination, a été signée le 10 octobre 1980 à Genève et est entrée en vigueur le 2 décembre 1983.
Son principal objectif est d'éviter une course aux armements dans ce domaine, en interdisant ou en limitant sévèrement l'utilisation de certaines armes conventionnelles considérées comme pouvant provoquer des dommages excessifs ou inutiles aux combattants ou comme pouvant frapper de manière indiscriminée les personnes impliquées dans les conflits armés et celles qui ne le sont pas.

## Les cinq protocoles de la CCAC

### La CCAC, un «accord-cadre»
La Convention ne reprend que des dispositions générales. Elle agit en quelque sorte comme un accord-cadre, les dispositions spécifiques (interdictions ou limitations) étant inscrites dans ses protocoles additionnels. À la date du 29 juillet 2024, 128 États sont parties à la Convention, et seuls 4 États signataires ne l’ont pas encore ratifiée. L'article I de la Convention a été amendé en 2001 afin d'étendre les provisions de la Convention et de l'ensemble de ses protocoles à tous les conflits armés qu'ils soient internationaux ou pas. Cette version amendée compte, à la date du 26 novembre 2008, 64 États parties.
Si la forme particulière de la CCAC lui permet en théorie de s'adapter aux évolutions des techniques de guerre, elle a aussi pour conséquence d'instaurer un système de signatures et de ratifications « à la carte » (en effet, les États parties à la CCAC doivent ratifier au minimum deux de ses protocoles) et de rendre illusoire la mise en place d'un système crédible de vérification du respect des dispositions de la Convention.
À l'heure actuelle, la CCAC comporte cinq protocoles détaillés ci-dessous.

### Protocole I relatif aux éclats non localisables
Le protocole I relatif aux éclats non localisables, signé le 10 octobre 1980 et entré en vigueur le 2 décembre 1983, compte 104 États parties. L'unique disposition du protocole est l'interdiction « d'employer toute arme dont l'effet principal est de blesser par des éclats qui ne sont pas localisables par rayons X dans le corps humain ». Le texte vise les armes qui blessent ou tuent en laissant dans le corps des petits éclats (de verre ou de plastique, par exemple) et dont l'utilité militaire est désormais insignifiante.

### Protocole II sur l'interdiction ou la limitation de l'emploi des mines, pièges et autres dispositifs
Le protocole II sur l'interdiction ou la limitation de l'emploi des mines, pièges et autres dispositifs, signé le 10 octobre 1980 et entré en vigueur le 2 décembre 1983. Le texte définit des restrictions dans l'utilisation des mines (et des pièges apparentés), notamment en prévoyant qu'elles soient équipés de mécanismes d'autodestruction ou d'autodésactivation et qu'elles soient détectables. Des dispositions sont aussi prévues pour la signalisation des champs de mines.
À la fin des années 1980, il est apparu que ce protocole était peu efficace pour contrôler l'utilisation de ces armes, principalement parce qu'un petit nombre d'États avaient accepté de le ratifier et que ses dispositions, comme celles de tous les autres protocoles de la Convention à cette époque, ne couvraient que les conflits armés internationaux et pas les autres conflits comme les guerres civiles pourtant beaucoup plus courants. Les progrès technologiques réalisés par la suite en matière de fabrication de mines vont encourager une révision du protocole II. Cependant, les États vont se diviser entre les partisans d'une révision du protocole et ceux qui proposent la mise en place d'un processus parallèle de négociations.
D'un côté, le 3 mai 1996, le protocole II est amendé afin d'étendre les restrictions d'utilisation aux conflits internes et de limiter plus strictement l'utilisation sur terre des mines, pièges et autres dispositifs. Cette modification, entrée en vigueur le 3 décembre 1998, a été ratifiée par 86 États.
De l'autre côté, le processus parallèle, également connu sous le nom de processus d'Ottawa, aboutit à la signature en décembre 1997 de la Convention sur l'interdiction des mines antipersonnel, qui interdit l'acquisition, la production, le stockage et l'utilisation de ces armes. À la date du 1er septembre 2008, elle compte 156 États parties. Cependant, parmi les États ayant refusé d'y adhérer, se trouvent les principaux producteurs et détenteurs de mines antipersonnel, dont la Corée du Nord, la Corée du Sud, la Chine, l'Égypte, les États-Unis, l'Inde, l'Irak, l'Iran, Israël, le Pakistan, la Russie et la Syrie qui ont privilégié la solution du protocole II amendé.

### Protocole III sur l'interdiction ou la limitation de l'emploi des armes incendiaires
Le protocole III sur l'interdiction ou la limitation de l'emploi des armes incendiaires (comme les bombes au phosphore ou au napalm), signé le 10 octobre 1980 et entré en vigueur le 2 décembre 1983, compte 93 États parties.
Ce protocole interdit l'utilisation des armes incendiaires contre des civils ou contre des cibles militaires situées à l'intérieur de concentrations civiles. Restriction importante, le texte ne couvre que les armes utilisées intentionnellement pour incendier une cible mais pas celles qui les enflamment de manière collatérale. Ainsi, aux termes du protocole, les dispositifs utilisant du phosphore blanc pour ses propriétés fumigènes ou éclairantes peuvent être utilisées.
Les États-Unis ont ratifié ce 3e protocole le 21 janvier 2009.

### Protocole IV relatif aux armes à laser aveuglantes
Le protocole IV relatif aux armes à laser aveuglantes, signé le 13 octobre 1995 et entré en vigueur le 30 juillet 1998, compte 82 États parties.
En particulier, ce protocole interdit « d'employer des armes à laser spécifiquement conçues de telle façon que leur seule fonction de combat ou une de leurs fonctions soit de provoquer la cécité permanente chez des personnes dont la vision est non améliorée, c'est-à-dire qui regardent à l'œil ou qui portent des verres correcteurs » (art.1).
Le texte comporte deux originalités par rapport aux autres protocoles mis en place dans le cadre de la Convention. D'une part, outre l'utilisation de ces armes, il en interdit aussi le transfert d'État à État. D'autre part, il interdit une arme avant même qu'elle ait été utilisée sur les champs de bataille.

### Protocole V relatif aux restes explosifs de guerre
Le protocole V relatif aux restes explosifs de guerre (munitions non-explosées), signé le 28 novembre 2003 et entré en vigueur 12 novembre 2006, compte 23 États parties.
Ce protocole réglemente la question des restes explosifs de guerre (comme les sous-munitions ou les obus qui demeurent sur les champs de bataille après la fin des hostilités) en requérant des États parties qu'ils mettent en place des mesures afin de réduire les risques liés à ce type d'armes après la fin des conflits.
En raison de la faiblesse de ce texte, dès 2006, la Norvège a mené une coalition d'États désireux de parvenir à la mise en place d'un traité fort et contraignant pour interdire les armes à sous-munitions. Des négociations ont eu lieu en 2007 et 2008 dans le cadre du processus d'Oslo et ont abouti le 22 février 2008 à la déclaration de Wellington qui précise les principes qui devront se retrouver dans le texte de la Convention sur les armes à sous-munitions, dont le texte final a été discuté et accepté par les délégations de 109 États réunis à Dublin à la fin du mois de mai 2008. La Convention sur les armes à sous-munitions a été ouverte à la signature le 3 décembre 2008 à Oslo (Norvège) et « entrera en vigueur le premier jour du sixième mois suivant celui au cours duquel le trentième instrument de ratification, d’acceptation, d’approbation ou d’adhésion aura été déposé » (art.17 de la Convention).

## Évolutions récentes

### Convention amendée
L'article I de la Convention a été également amendé en 2001 afin d'étendre les provisions de la Convention et de l'ensemble de ses protocoles à tous les conflits armés qu'ils soient internationaux ou pas. Cette version amendée ne compte que 63 États parties.
En décembre 2021 se tient à Genève une conférence d'examen de la CCAC, en vue de nouveaux amendements.